# Església de Nostra Senyora (Bruges)
L'Església de la Mare de Déu (gòtic flamenc) de Bruges, és una església del segle xiii. A una capella lateral es troba la Madonna de Bruges, esculpida per Miquel Àngel.

## Arquitectura i art
L'edifici actual de l'església de la Mare de Déu de Bruges (Vrouwekerk) començà al segle xiii en el lloc d'una església romànica, al centre històric de Bruges. La seva arquitectura està composta, i es poden distingir tres estils gòtics successius.
La seva torre, de 122,3 metres d'alçada (sense la creu fa 115,5 metres; la cuculla en si mesura 54 metres), segueix sent l'estructura més alta de la ciutat i la segona torre de maó més alta del món (la més alta és la de l'església de Sant Martí de Landshut (Alemanya).
El 1230 començà la construcció de les parts més antigues de l'actual església, d'estil gòtic de l'Escalda, que es caracteritza per l'ús de la pedra blava de Tournai com a material principal. La façana occidental està feta essencialment dins d'aquest estil, i la pedra blava constitueix les parts nobles d'aquest marc de gruix. Al voltant de 1270 a 1280 a tot l'edifici de l'església incorporà l'esplendor gòtic d'influència francesa, inspirant-se en el cor de la catedral de Tournai, ja construïda en aquest estil. No hi ha una transició abrupta a causa que els elements d'esplendor gòtic i els conjunts gòtics s'integren en una part de l'edifici. Aquestes noves peces estan en maó i pedra. Més tard, l'església es va continuar en l'estil gòtic de Brabant, incloent els passadissos laterals i la porta del cor.
És entre 1270 i 1340 que es construí la part més important de la torre superior, en maó groc (el color original del maó és ara visible des d'una recent restauració). Aquesta torre és típicament flamenca i representa un model per a molts campanars de les regions costaneres de Flandes. A continuació es col·locà sobre la nau col·lateral nord. A mitjans del segle xv s'afegí a l'edifici una cuculla de 54 metres d'altura de maó vermell i pedra blanca, de manera que l'alçada total de la torre arribà als 115,5 metres.
A l'espai del cor, davant l'altar major, hi ha les tombes de Carles el Temerari, darrer duc de Borgonya de la dinastia Valois, i la de la seva filla, la Duquessa Maria. Les efígies en bronze daurat d'ambdós reposen sobre lloses polides en pedra negra. Ambdós estan coronats, i Carles està vestit amb tota l'armadura i lluint la insígnia de l'orde del Toisó d'Or.
Al retaule de la capella gran al passadís sud es troba el tresor artístic més cèlebre de l'església, una escultura de marbre blanc Verge amb el Nen feta per Miquel Àngel al voltant de 1504. Probablement originalment destinada per a la catedral de Siena, va ser comprada a Itàlia per dos comerciants de Bruges, els germans Jan i Alexander Mouscron, i en 1514 la van donar al seu habitatge actual. L'escultura es va recuperar dues vegades després de ser saquejada pels ocupants estrangers: els revolucionaris francesos al 1794 i els nazis alemanys el 1944. A prop de l'estàtua de Miquel Àngel estan enterrats burgesos importants com Françoise de Haveskercke, enterrada al costat del seu marit a la tomba negre de la família Haveskercke al costat dret de l'estàtua.

## Patrimoni
- Mausoleu de Maria de Borgonya, (1502), d'estil gòtic, esculpit per Jan Borreman, erigit pel seu espòs l'emperador Maximilià I
- Mausoleu de Carles el Temerari, (1562) (pare de Maria de Borgonya), d'estil renaixentista, esculpit per Jacques (Jacob) Jonghelinck i erigit per Felip II d'Espanya.
- la Madonna de Bruges (1504), de Miquel Àngel.
- A més de diverses pintures de flamencs primitius, com :
  - Transfiguració (1520), de Gérard David;
  - Mare de Déu dels Set Dolors (1530) (Díptic) d'Adrien Isenbrant ;
  - Tríptic de la Passió (1534), de Bernard van Orley;
  - Nativitat, (1574), de Pieter Pourbus

### Exterior

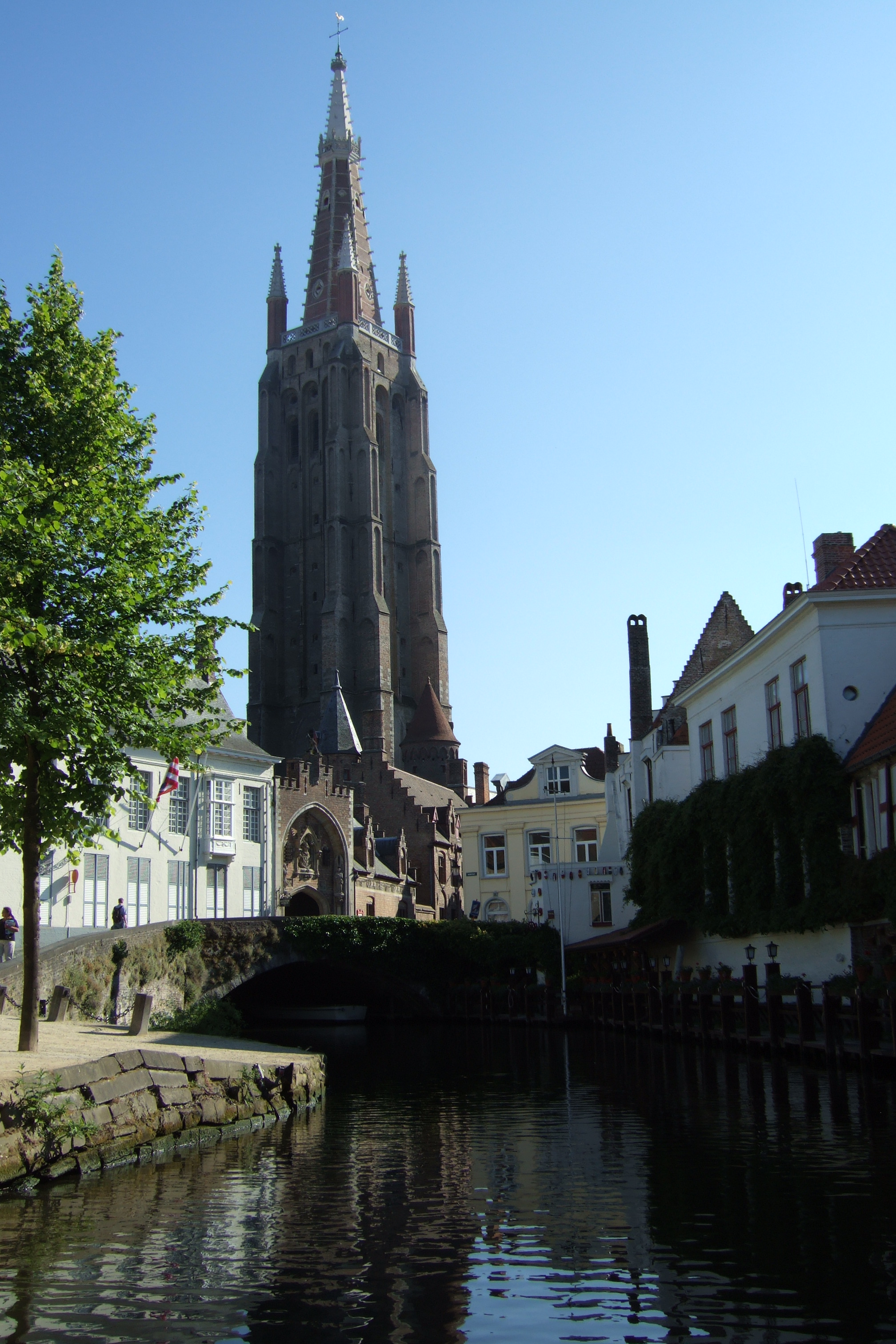
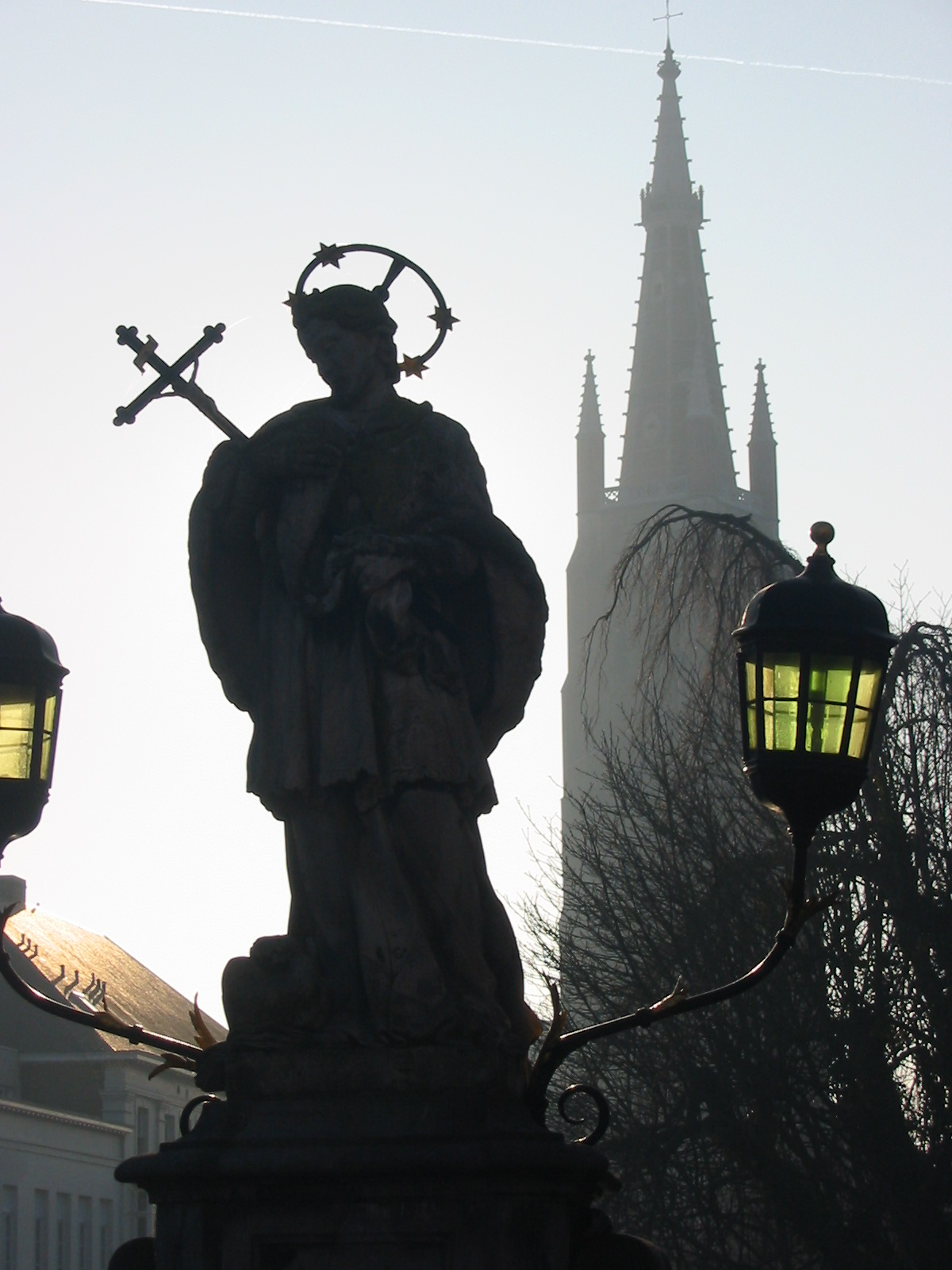
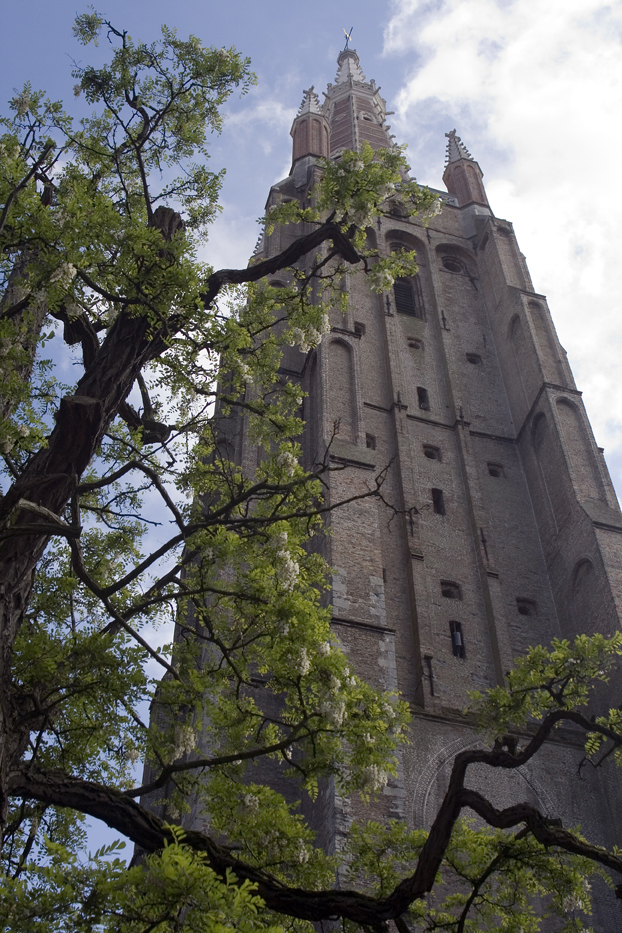

## Galeria

### Interior

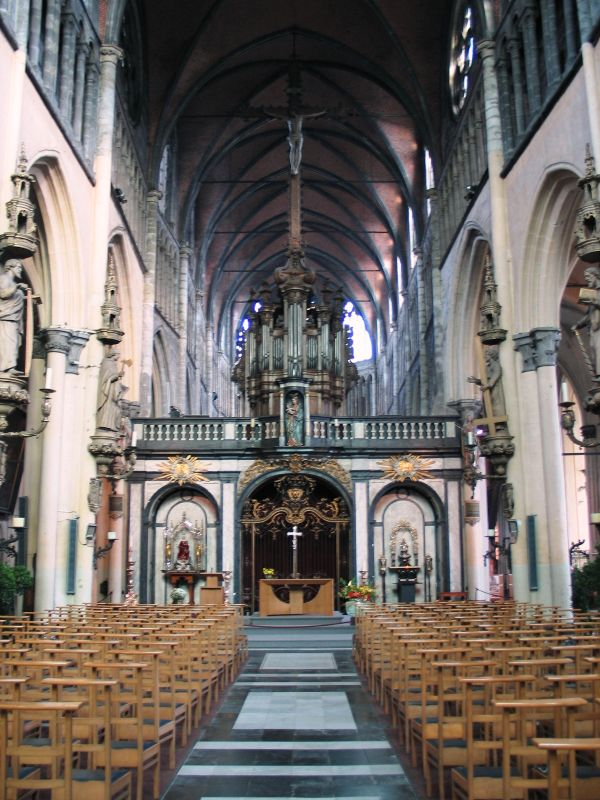
La nau
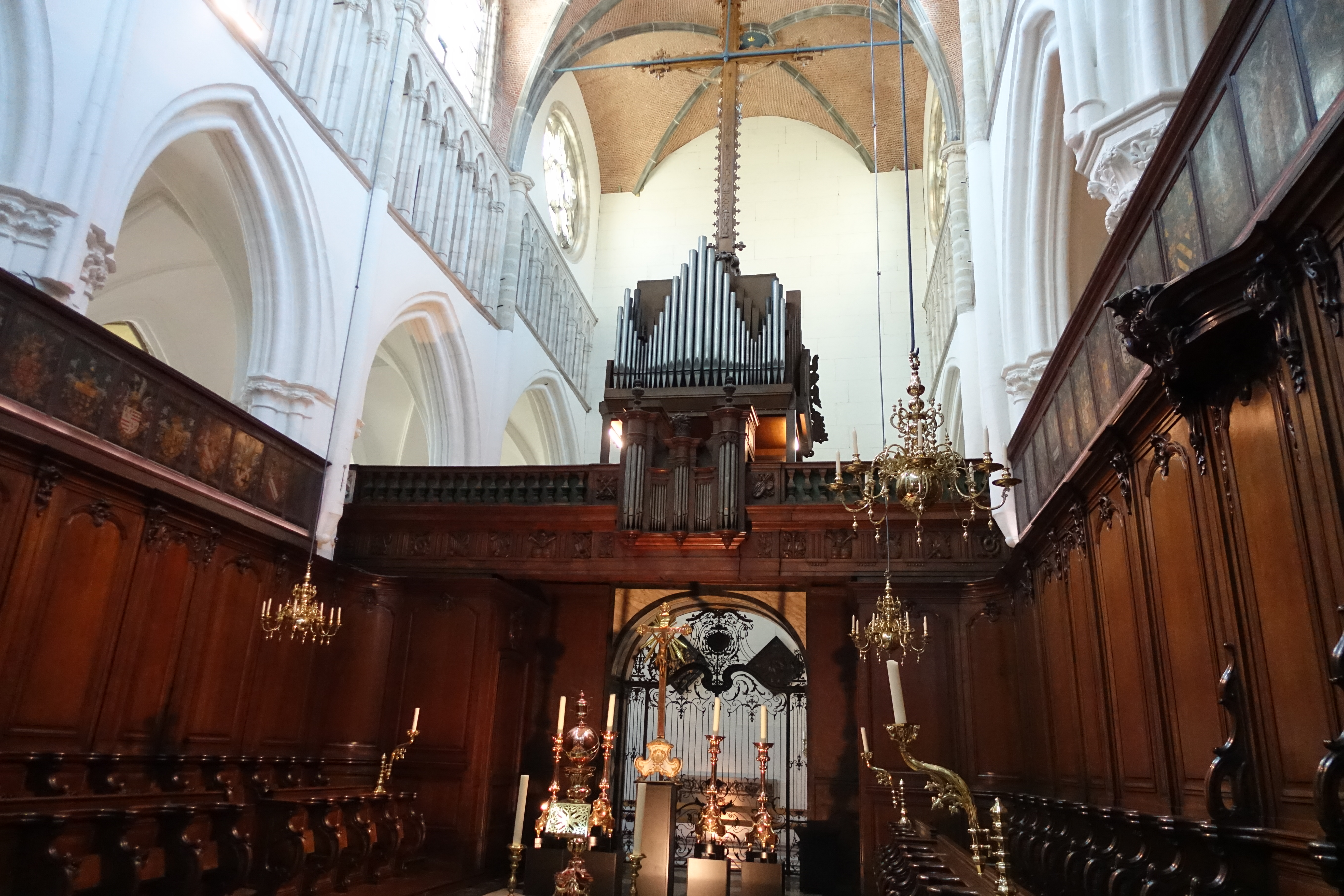
El cor
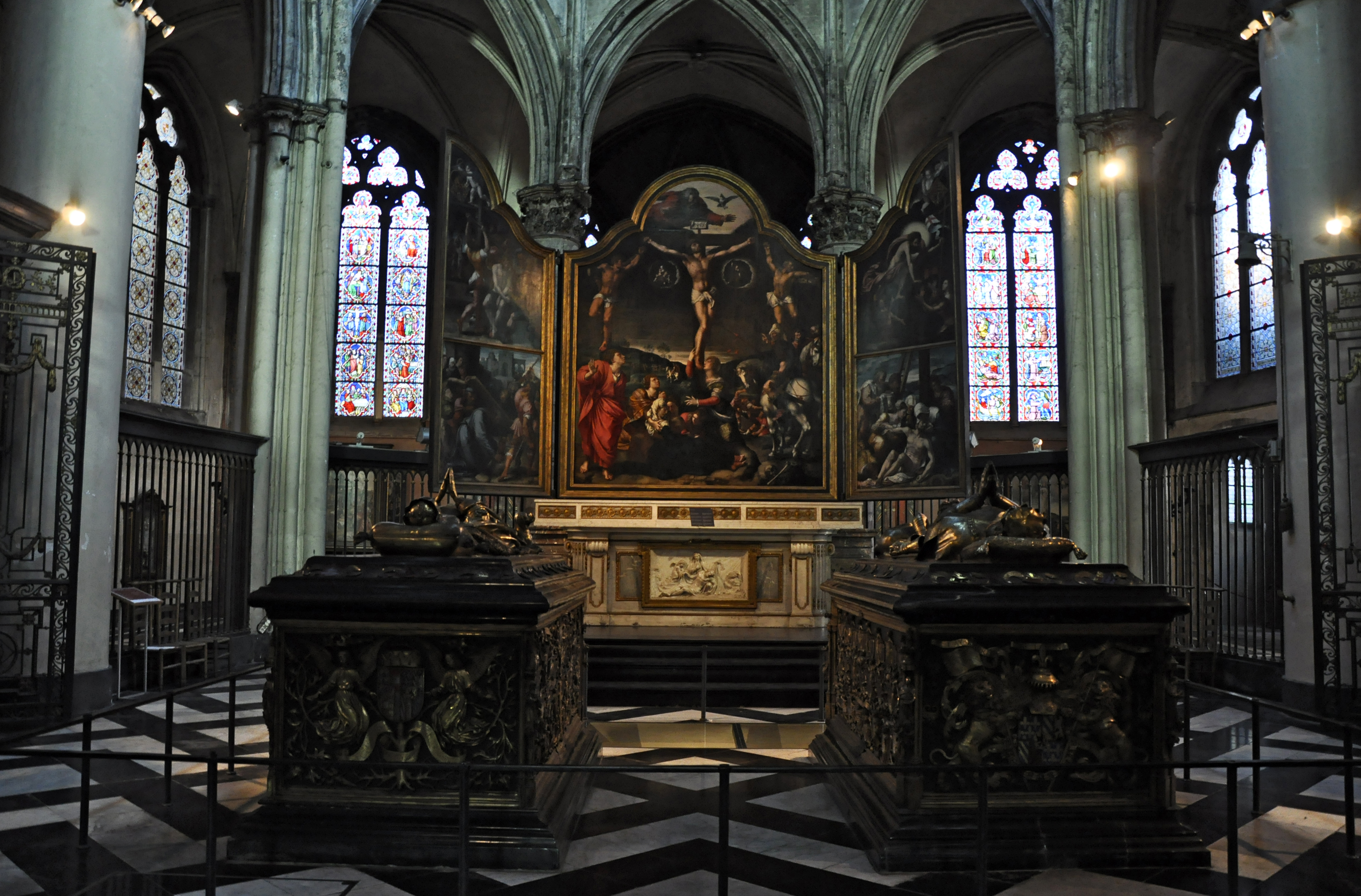
Les tombes de Carles el Temerari i de la Duquessa Maria
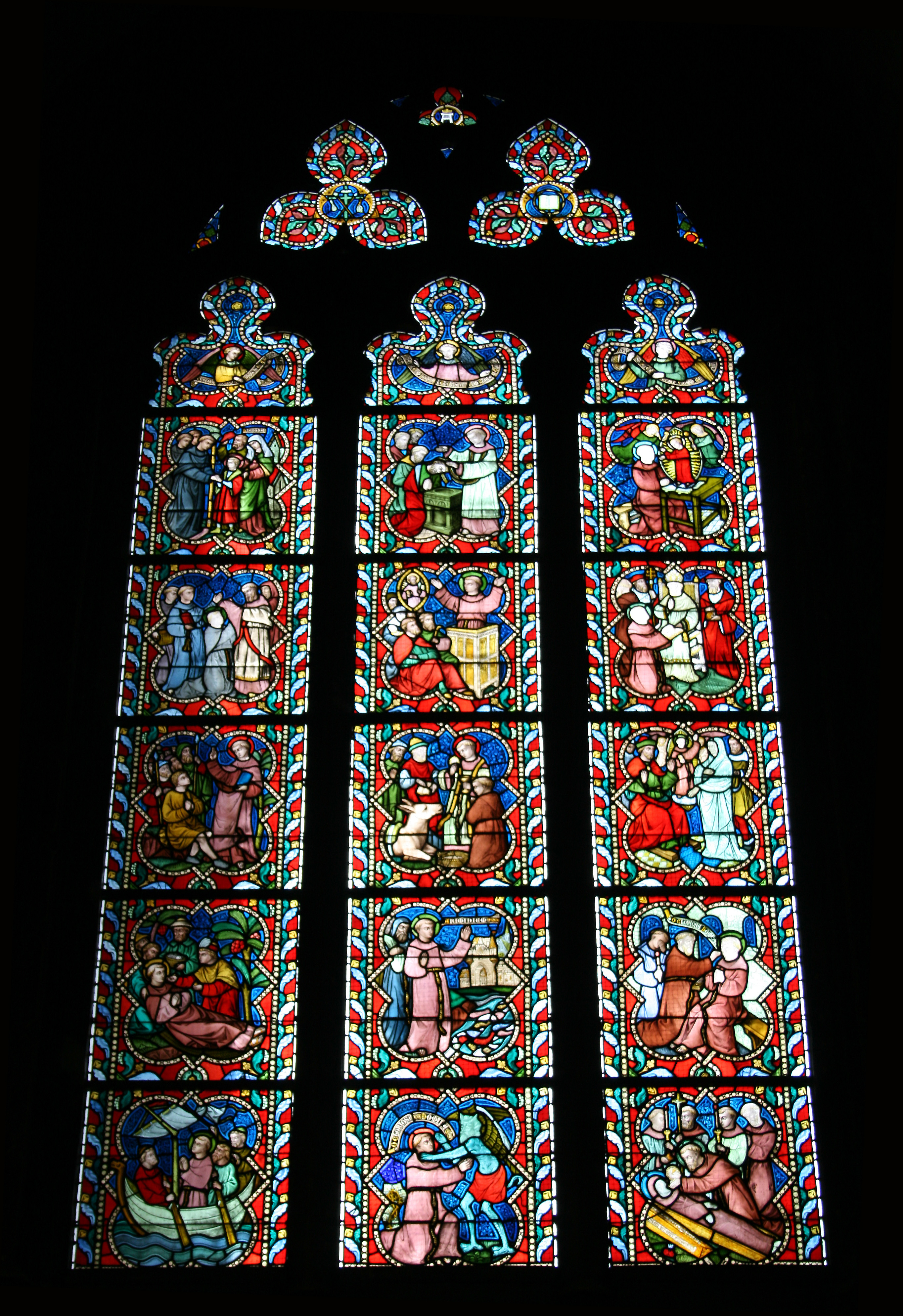
Vitralls

### Obres d'art

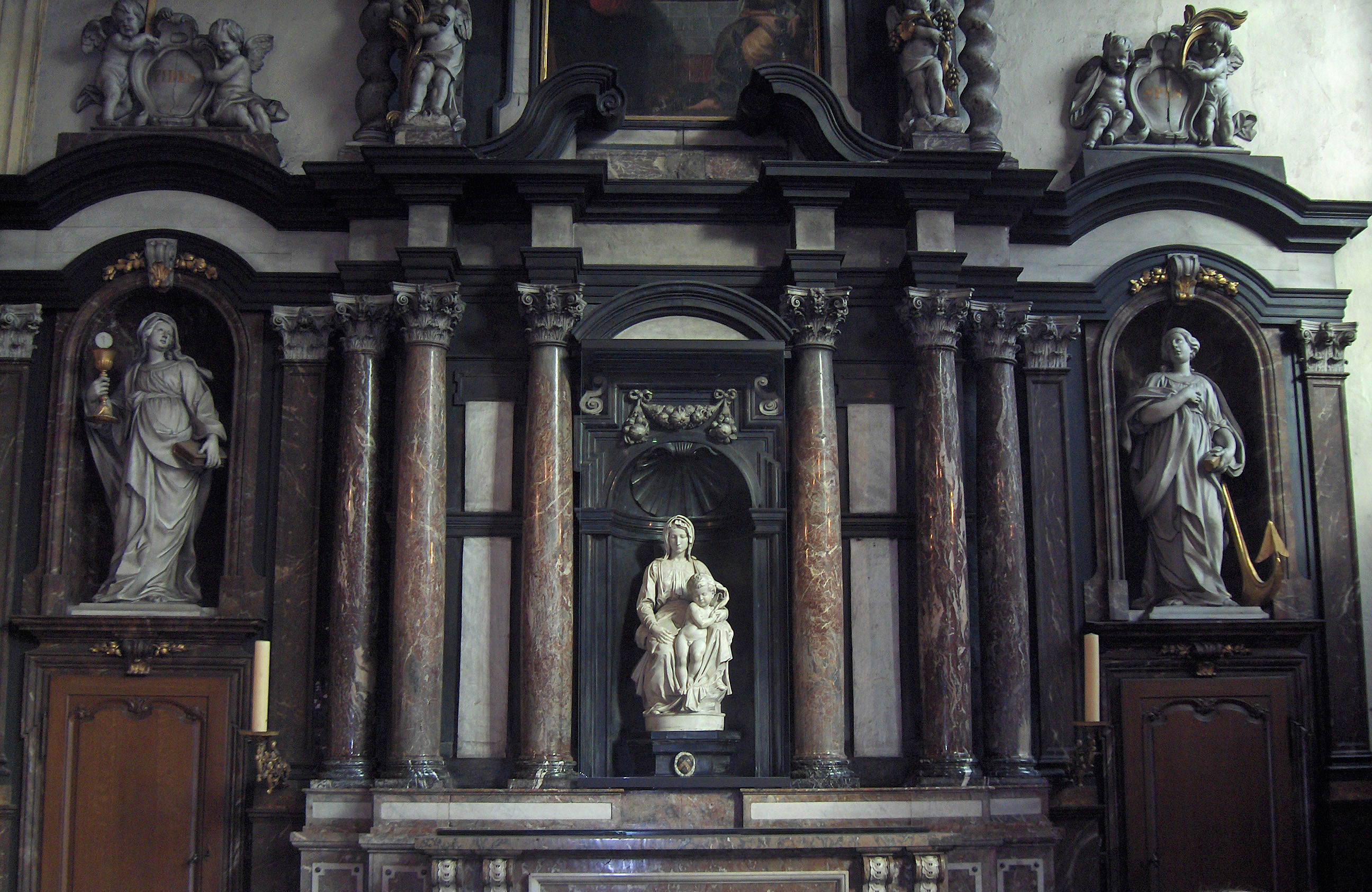
La Madonna de Miquel Àngel
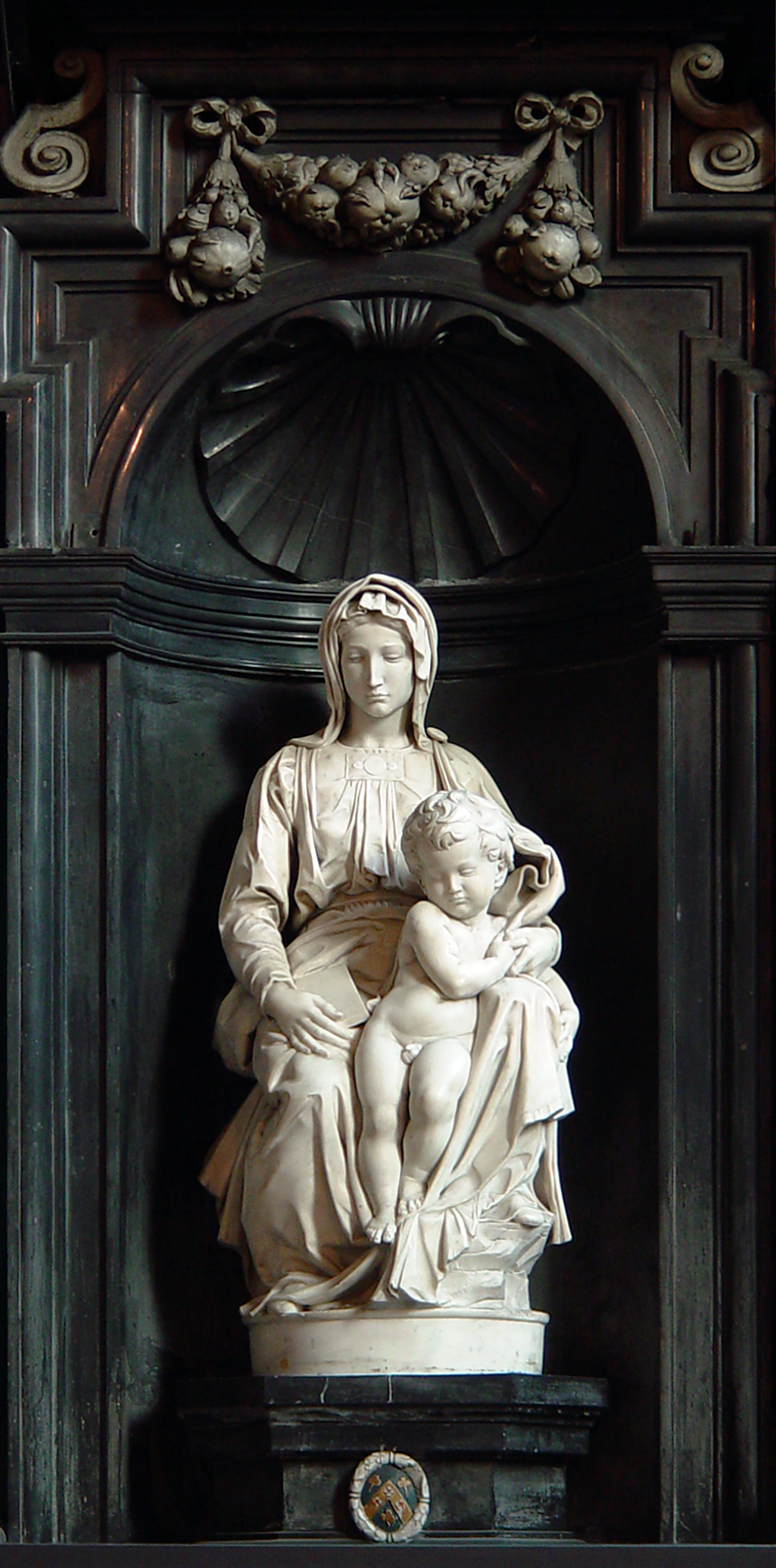
La Madonna de Miquel Àngel
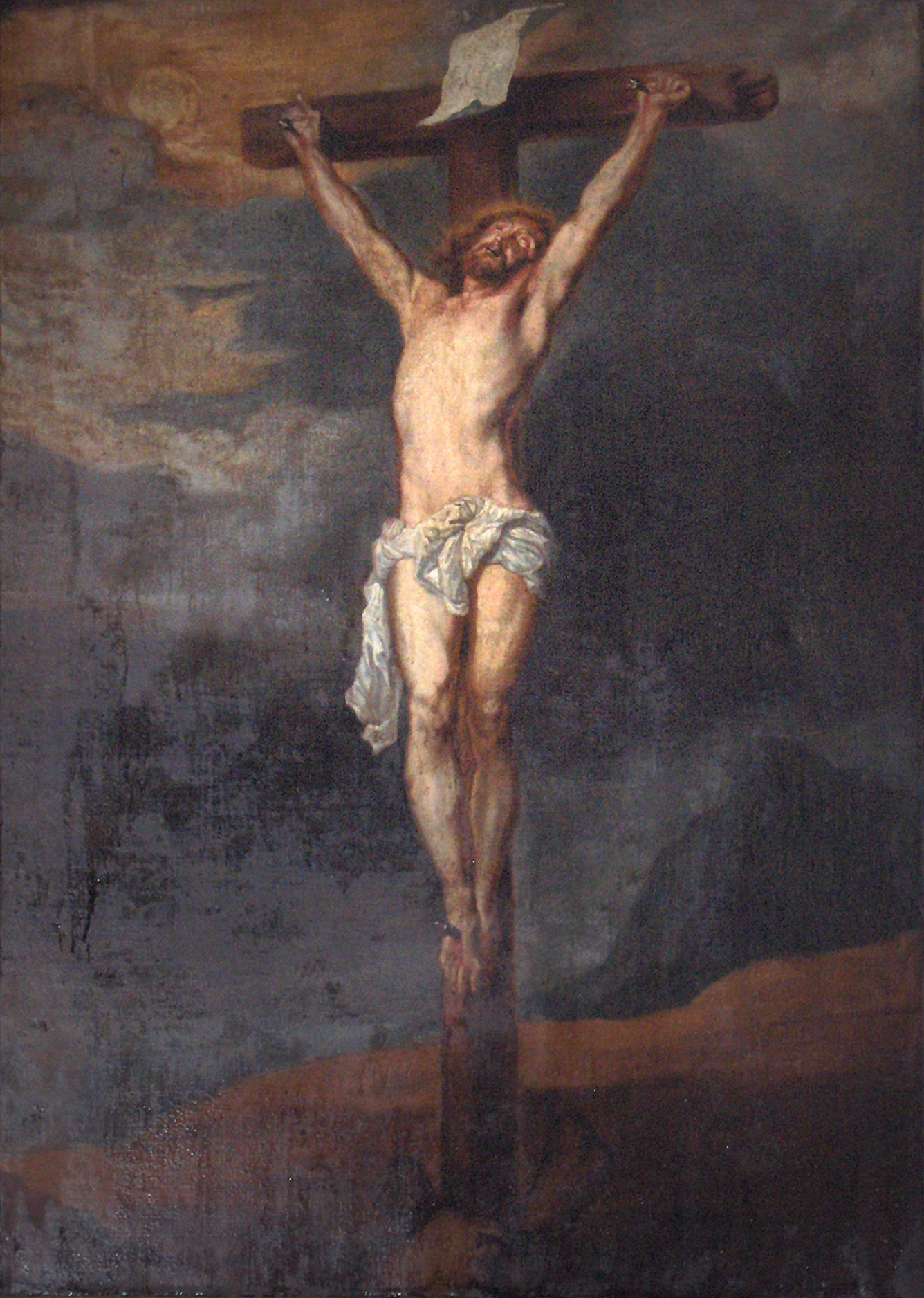
Crucifixió d'Anthony van Dyck (?)
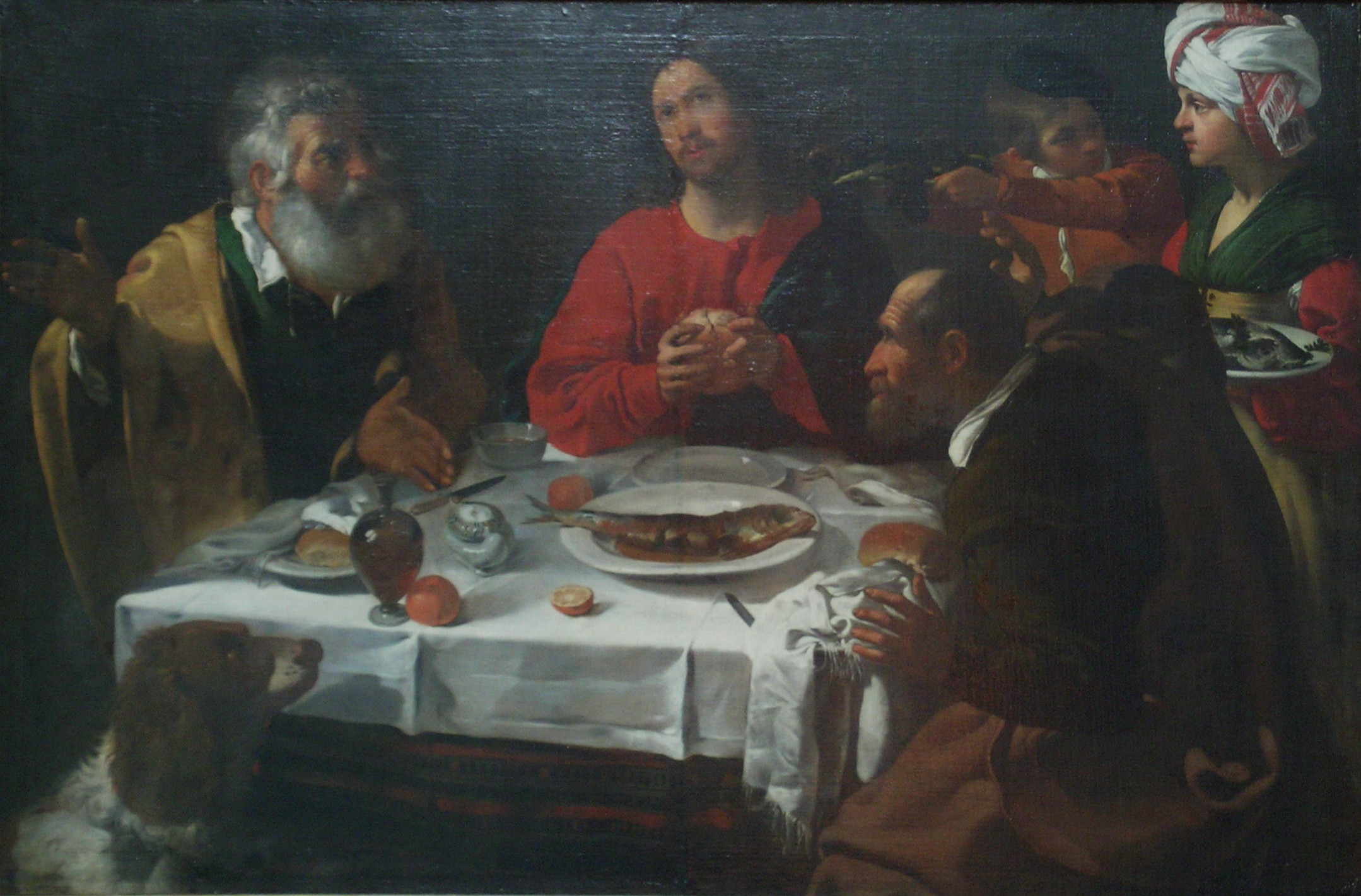
El Sopar d'Emaus, anteriorment adscript a Caravaggio
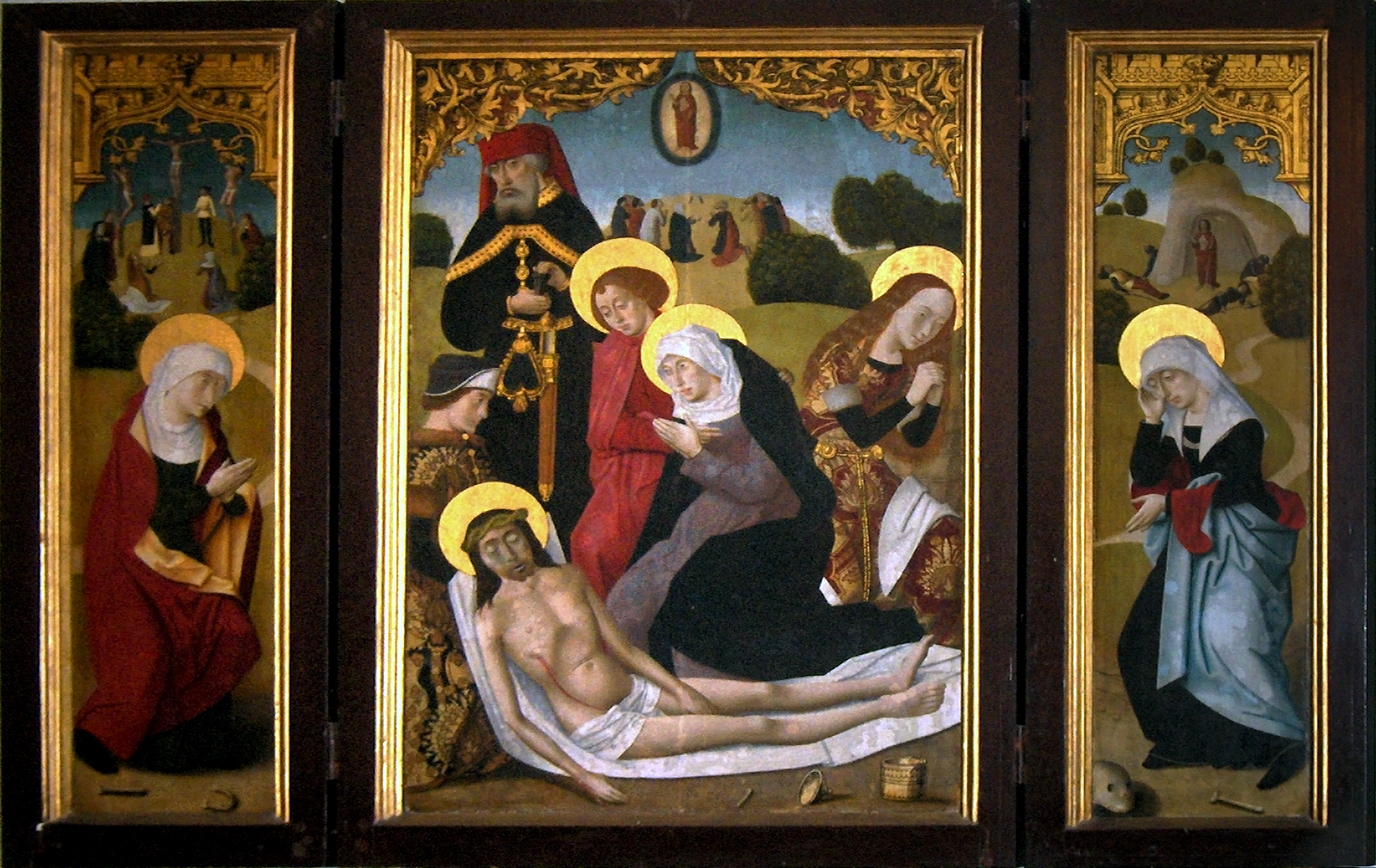
Descendiment de la creu; anònim